# Orchestina bedu
Orchestina bedu là một loài nhện trong họ Oonopidae.
Loài này thuộc chi Orchestina. Orchestina bedu được miêu tả năm 2002 bởi Michael Saaristo & van Harten.